# چله انوموندو
چله انوموندو (به ایتالیایی: Celle Enomondo) یک کومونه در ایتالیا است که در استان آسته واقع شده‌است.

## خصوصیات
چله انوموندو ۵٫۵ کیلومترمربع مساحت و ۴۶۱ نفر جمعیت دارد.